# 12623 Tawaddud
12623 Tawaddud è un asteroide della fascia principale. Scoperto nel 1960, presenta un'orbita caratterizzata da un semiasse maggiore pari a 2,4558158 UA e da un'eccentricità di 0,0547349, inclinata di 4,86259° rispetto all'eclittica.